# 刘智明 (足球运动员)
刘智明（1985年1月18日—），中国足球运动员，司职中场。

## 职业生涯
陈浩职业生涯始于前武汉光谷队。2005赛季进入球队一线队名单。
2007年刘智明进入三峡大学足球队，连续两年获得全国大学生联赛冠军，并获得2008年全国大学生联赛最佳球员称号。。2009年球队正式注册成为职业俱乐部，先后以三大康天和湖北康天的名义参加中国足球乙级联赛。然而球队连续三年未能冲甲成功。
2012年刘智明加入业余联赛球队武汉宏兴。